# 章武
章武（しょうぶ）は、三国時代、蜀漢の昭烈帝劉備の治世で使用された元号。221年4月 - 223年4月。
蜀は後漢の延康や魏の黄初の正統性を認めず、建安が26年まで使われた。

## 出来事
- 元年4月：劉備が成都にて帝を称し、蜀漢を建国。漢朝正統を自認。
- 3年4月：白帝城にて劉備が病没。
- 3年5月：後主劉禅が即位し建興と改元。

## 西暦・干支との対照表
| 章武 | 元年  | 2年   | 3年   |
| 西暦 | 221年 | 222年 | 223年 |
| 干支 | 辛丑  | 壬寅  | 癸卯  |

## 他元号との対照表
| 章武 | 元年   | 2年           | 3年   |
| 魏   | 黄初2  | 黄初3         | 黄初4 |
| 呉   | 建安26 | 建安27 黄武元 | 黄武2 |